# NGC 2101
NGC 2101 is een onregelmatig sterrenstelsel in het sterrenbeeld Schilder. Het hemelobject werd op 9 januari 1837 ontdekt door de Britse astronoom John Herschel.

## Synoniemen
- ESO 205-1
- AM 0545-520
- IRAS05451-5206
- PGC 17793